# Delosperma calycinum
Delosperma calycinum är en isörtsväxtart som beskrevs av L. Bol.. Delosperma calycinum ingår i släktet Delosperma, och familjen isörtsväxter. Inga underarter finns listade i Catalogue of Life.